# Cosmosoma braconoides
Cosmosoma braconoides är en fjärilsart som beskrevs av Walker 1854. Cosmosoma braconoides ingår i släktet Cosmosoma och familjen björnspinnare. Inga underarter finns listade i Catalogue of Life.